# پناهگاه احمد غریب
پناهگاه احمد غریب مربوط به سده‌های اولیه و میانه دوران‌های تاریخی پس از اسلام است و در شهرستان دنا، بخش پاتاوه، دهستان پاتاوه، روستای احمد غریب واقع شده و این اثر در تاریخ ۲۷ بهمن ۱۳۸۷ با شمارهٔ ثبت ۲۴۶۷۷ به‌عنوان یکی از آثار ملی ایران به ثبت رسیده است.